# Liste de sons inexpliqués
Cette liste de sons inexpliqués recense des phénomènes sonores ayant été détectés mais dont l'origine n'a pas pu être trouvée. Certains de ces sons ont été enregistrés dans les océans ou dans l'atmosphère et les théories sont parfois nombreuses pour en expliquer l'origine, sans confirmation définitive.
Certains sons sont restés longtemps sans origine connue mais ont fini par être expliqués.

## Sons détectés sous les mers
La National Oceanic and Atmospheric Administration (NOAA) a enregistré au cours des années de nombreux bruits sous les mers, dont l'origine peut la plupart du temps être facilement identifiée et classée dans les catégories suivantes :
- Origine géophysique
  - Volcans sous-marins
  - Tremblements de terre
- Origine météorologique
  - Tempêtes
  - Vagues
  - Vent
- Origine anthropogénique
  - Bateaux et sous-marins
  - Avions
- Mouvements de glace
  - Glaciers se brisant
  - Déplacement d'icebergs
- Origine animale
  - Chants de cétacés
  - Poissons et autres animaux sous-marins

Plusieurs bruits sont restés longtemps ou demeurent sans origine expliquée.
| Nom           | Date de détection                                                                                              | Zone d'origine | Hypothèses sur la source | Commentaires | Son                                |
| ------------- | --- | --- | --- | --- | ---------------------------------- |
| Upsweep (de)  | Pour la première fois lors de la mise en route du SOSUS par la NOAA en août 1991.                              | Autour d'une zone sismique à 54° S, 140° O. Okal et Talandier situaient la source du son à 37° 34′ S, 139° 23′ O.                                            | Le son est à peu près le même à chaque occurrence, ce qui a priori exclut les chants de baleine et les éruptions volcaniques sous-marines ; une hypothèse émise en 1996 donne comme source à Upsweep de l'eau entrant en contact avec une grande surface de lave en fusion. Cette théorie portée par Emile Okal (Northwestern University, Chicago) et Jacques Talandier (anciennement du CEA) a été estimée comme probable mais non confirmée par le NOAA[réf. souhaitée]. Caractérisé par plusieurs séries de bruits dont la fréquence augmente sur quelques secondes, c'est un son dont la source est suffisamment puissante pour qu'il soit audible dans l'ensemble du Pacifique. Le son peut être entendu régulièrement et tout particulièrement au printemps et en automne, ce qui pourrait être expliqué soit par la nature de la source, soit par une meilleure propagation dans l'océan à ces époques de l'année[réf. souhaitée]. Upsweep a décliné en intensité au cours du temps mais est toujours audible par les hydrophones équatoriaux | ? Upsweep accéléré 20 fois [Fiche] |                                    |
| Slow Down     | | | | | ? Slowdown [Fiche]                 |
| Train (de)    | | | | | ? Train accéléré 16 fois [Fiche]   |
| Whistle (de)  | | | | | ? Whistle accéléré 16 fois [Fiche] |
| Julia (de)    | | | | | ? Julia accéléré 16 fois [Fiche]   |
| Bloop         | Détecté en 1997.                                                                                               | La source du Bloop se situerait entre le détroit de Bransfield et la mer de Ross ou à proximité du cap Adare                                                 | La NOAA considère qu'il a pour origine un cryoséisme (icequake en anglais, pour tremblement de glace ou tremblement de glacier)[réf. souhaitée]. Considéré longtemps comme un mystère et à l'origine de théories farfelues sur de supposés monstres marins, l'origine du Bloop a été confirmée en 2012 par la NOAA après que l'administration a opéré des enregistrements réguliers de cryoséismes en Antarctique de 2005 à 2010, entre le détroit de Bransfield et le passage de Drake. | La soi-disant localisation à 1 703 km de R'lyeh, la cité engloutie fictive où dort Cthulhu, suscita l'intérêt des fans de H. P. Lovecraft.                                          |                                    |
| Bio-duck (en) | Détecté pour la première fois dans les années 1960 par des équipes de sous-mariniers dans les océans austraux. | Le son a été détecté un peu partout dans les océans de l'hémisphère Sud et notamment dans l'est de la mer de Weddell et au large de l'Australie occidentale. | Le bio-duck été expliqué en 2014 comme des vocalisations du petit rorqual de l'Antarctique (ou baleine de Minke, balaenoptera bonaerensis). La découverte a été fortuite : des petits rorquals ayant été suivis pour une expérience, le relevé des capteurs de son a enregistré le bio-duck alors qu'il était émis par les spécimens suivis. La signification de ces vocalisations reste cependant un mystère. | La compréhension de l'origine du son a permis de retrouver des informations sur le petit rorqual jusque-là insoupçonnées grâce au suivi qui avait été fait des écoutes du bio-duck. | ? Bio-duck [Fiche]                 |

## Sons détectés dans l'atmosphère
- Canons de Barisal, Seneca guns ou tremblements de ciel (Skyquakes (en) en anglais)[6]
- Hum

Des enregistrements infrasonores étaient régulièrement faits jusque dans les années 1960 dans la haute stratosphère, mais ces expériences furent arrêtées lorsque la communauté scientifique se concentra sur les capteurs basés sur Terre. Un signal infrason a été détecté en 2015 à la limite de l'espace à 36 km de la surface de la Terre.

## Sons venant de l'espace
Le son étant une onde nécessitant un milieu matériel pour se propager on considère  en général qu'il n'y a pas de son audible dans l'espace. Néanmoins certaines circonstances font que des signaux sonores peuvent être enregistrés dans l'espace. Par exemple, la sonde Voyager 1 a pu capter en avril 2013 le bruit émis par une éruption solaire de 2012 grâce à l'oscillation qu'elle a suscité dans le plasma entourant la sonde.
Il est aussi possible de convertir des signaux radio captés dans l'espace en sons audibles. Ces bruits ont en général une origine connue (comme le sifflement émis par le changement de volume de l'hélium 3 accumulé près du pôle Nord), mais d'autres ont une source moins claire (comme le signal radio capté depuis Ganymède par Galiléo).
- Signal Wow!

## Autres sons
- Colosses de Memnon

## Radios
- UVB-76
- Balise à lettre unique
- The Pip (en)